# Kifkif
La Associazione marocchina di Lesbiche, Gay, Bisessuali e Transgender, nota con il nome Kifkif, è un'organizzazione non governativa - ONG, costituita come associazione senza scopo di lucro che conduce una lotta pacifica per i diritti umani delle persone LGBT in Marocco.
Kifkif ("uguale" in lingua araba marocchina) è illegale in il Marocco ma non in Spagna, dove è stato registrato dal 2008. Nel suo statuto si afferma che la sua azione riguarda sia la Spagna che il Marocco. L'associazione, pur concentrandosi principalmente sui diritti delle persone omosessuali, è aperta a chiunque condivida i valori della Dichiarazione universale dei diritti dell'uomo.
L'associazione è stata fortemente criticata dagli elementi più conservatori della società musulmana.

## Storia
In seguito all'arresto, del 1º giugno 2004, da parte della polizia marocchina, nella città settentrionale di Tétouan, di quarantatré persone con l'accusa di svolgere "attività omosessuale", ai sensi dell'articolo 489 del codice penale marocchino, i giovani marocchini omosessuali avviarono, per mezzo di internet, una campagna internazionale per la liberazione degli imputati.
La mobilitazione si concretizzò nell'invio di migliaia di lettere ai media più importanti e alle ambasciate occidentali in Marocco. Per coordinare le loro azioni venne istituito nel 2004 sul web un gruppo, che prese il nome di KifKif. Questo forum online si prefiggeva di aiutare quei marocchini che non trovano riconoscimento nella società.
L'associazione KifKif, divenne strutturata, allorché, di lì a breve, si avvertì l'urgente necessità far operare i consociati in modo dinamico. Venne, inoltre, nominato un coordinatore, con il compito di promuovere l'associazione tra la popolazione gay, lesbica e transessuale di tutto lo stato, nella speranza di espansione del gruppo.
Dal 2006 i volontari KifKif iniziarono una lotta per la legalizzazione della associazione in territorio marocchino, ma tutti i tentativi saranno respinti. Dal 2008 sono stati creati, al di fuori del Marocco, diversi gruppi di sostegno che lavorano con progetti indipendenti all'interno delle organizzazioni LGBT locali.

## Obiettivi
L'obiettivo principale di KifKif è l'abrogazione dell'articolo 489 del codice penale marocchino, che punisce i rapporti sessuali tra persone dello stesso sesso, definiti "contro natura".
Questa legge è utilizzata dalle autorità statali, e non, per bersagliare la comunità LGBT, violando il diritto alla riservatezza dei suoi membri e negandogli i diritti umani fondamentali. L'abrogazione di questa norma contribuirebbe a ridurre l'esclusione sociale e la possibilità di raggiungere la parità per le persone LGBT in Marocco.
Il secondo obiettivo fondamentale di KifKif è la prevenzione e lotta contro l'epidemia di AIDS e di altre malattie sessualmente trasmissibili.
L'associazione, inoltre, sensibilizza e fornisce assistenza in materia di diritto d'asilo, status dello straniero, matrimonio tra persone dello stesso sesso e discriminazione basata sull'orientamento sessuale.

## Mithly
Dal mese di aprile 2010, KifKif pubblica la rivista mensile Mithly, il primo periodico stampato in un paese arabo e musulmano. Il primo numero è stato stampato in 200 copie, diffuse clandestinamente nella sola città di Rabat, che sono anche disponibile in formato elettronico.
La rivista è edita in due lingue, arabo e francese. Il nome è un gioco di parole: in arabo Mithly significa allo stesso tempo "omosessuale" e "come me".
Il direttore della rivista, Bargachi Samir, ha dichiarato che la pubblicazione, con tutta probabilità, non potrà proseguire su carta, dal momento che la distribuzione in Marocco è difficile e pericolosa.